# Loch of Forfar
Loch of Forfar är en sjö i Storbritannien.   Den ligger i kommunen Angus och riksdelen Skottland, i den norra delen av landet, 600 km norr om huvudstaden London. Loch of Forfar ligger 69 meter över havet. Trakten runt Loch of Forfar består till största delen av jordbruksmark.